# فرهنگسرای رازی

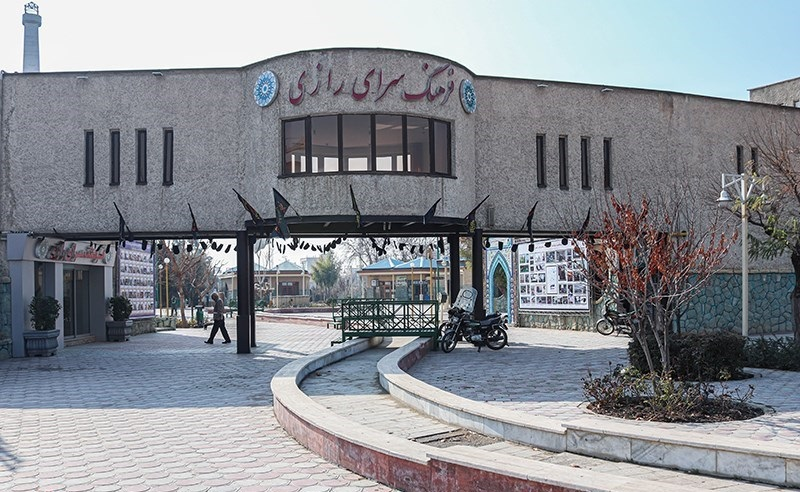

فرهنگسرای رازی یک فرهنگسرا در منطقه ۱۱ شهر تهران، ایران است.
این فرهنگسرا در سال ۱۳۸۴ در زمینی به مساحت ۴۲ هکتار با امکاناتی همچون سالن سینما و نگارخانه تأسیس شده‌است.

## امکانات
- پردیس سینمایی رازی با دو سالن با ظرفیت‌های ۱۶۰ و ۶۰ نفر
- نگارخانه فانوس با ظرفیت ۱۰۰ اثر هنری
- کتابخانه با ۳۵۷۹۸ جلد کتاب
- مجموعه ورزشی
- پایگاه گیاه پزشکی